# نقره داغ (فیلم ۱۴۰۳)
نقره داغ با نام قبلی جنس لطیف فیلمی به کارگردانی محسن آقاخانی و به تهیه کنندگی سرمایه‌گذاری زینب سعادت و تهیه کنندگی غلامرضا گمرکی در ژانر کمدی-ماجراجویانه است.

## خلاصه داستان
جنس لطیف در گونه کمدی-ماجرایی تولید شده و به لحاظ داستانی نیز روایتی پرفراز و نشیب از تغییر هویتی تبهکارانه را ارائه می‌دهد.
یک مرد با بازی اکبر عبدی به زن بدل می‌شود تا ثروتی عظیمی را به جیب بزند غافل از آن که دست بالای دست بسیار است و علاقه‌مندان تغییر جنسیت بیش از هر زمان دیگری در کوچه و بازار قابل رویتند…

## جشنواره
این فیلم در جشنواره فیلم فجر شرکت نکرد و تهیه‌کننده آن اعلام نمود عدم شرکت در جشنواره ارتباطی به نقش اکبر عبدی در قالب یک زن یا ممیزی نداشته‌است.

## بازیگران
- اکبر عبدی

- پوریا پورسرخ

- گیتی قاسمی

- نگار عابدی

- ژاکلین آواره

- مهدی دانایی

- المیرا عبدی

- اکبر اصفهانی

- علیرضا قادری

## عوامل تولید
- مدیر فیلمبرداری:فرشاد خالقی
- مدیر تولید:سیدامیر سیدابراهیمی
- تدوینگر:کاوه ایمانی
- صدابردار:آرش برومند
- طراح صحنه:محسن غلامی
- طراح لباس:مهناز غنی
- منشی صحنه:آرزو نیکپور
- طراح گریم و اجرا:حسین صالحیان- اعظم رحمانی
- مجری طرح و سرمایه‌گذار:زینب (ماهور) سعادت